# Гипотеза о метангидратном ружье

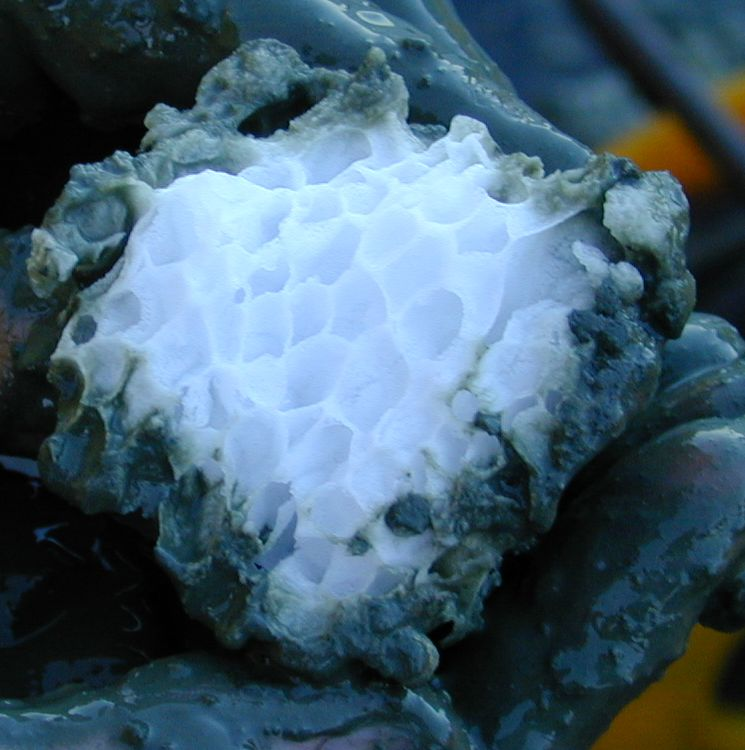
Структура блока газового гидрата (метанового клатрата), заложенного в осадке гидратного хребта у побережья Орегона, 2002 год

Гипотеза о метангидратном ружье (гипотеза метангидратного ружья, англ. clathrate gun hypothesis) — обобщённое наименование для серии гипотез о том, что растущая температура океана (и/или изменение его уровня) может запустить внезапное высвобождение метана из отложений гидратов метана под морским дном. Поскольку метан является сильным парниковым газом, это может многократно усилить парниковый эффект и потенциально запустить самоусиливающееся потепление.
Геологические записи показывают, что даже небольшое повышение температуры океана или океанические оползни, вызванные нестабильностью континентального шельфа, уже могли в прошлом приводить к катастрофической дестабилизации клатратных отложений и резкому увеличению содержания метана в атмосфере. Считается, что «выстрел метангидратного ружья» способен повысить температуру Земли ещё на 7-10 градусов, усиливая антропогенное потепление. Согласно наиболее пессимистичным прогнозам, масштабный выброс метана может сделать Землю непригодной для жизни людей и крупных животных.
Несмотря на тревожные сценарии, большинство учёных считает маловероятным сценарием катастрофическое высвобождение метана в ближайшем будущем. Его допускают только при полном провале мер по ограничению потепления. Современные модели прогнозирования климата учитывают метановые выбросы из мерзлоты, но, согласно последним данным, предполагают, что «ружьё» в ближайшие десятилетия не «выстрелит». По оценкам МГЭИК, лишь небольшая часть существующих гидратов может потерять стабильность в XXI веке.
Однако долгосрочное влияние метановых гидратов на климат не следует недооценивать. Эти резервуары парникового газа являются потенциальной «бомбой замедленного действия».
Гипотеза метангидратных выбросов основана на геологических данных, свидетельствующих, что в течение холодных ледниковых интервалов метановые клатраты накапливались, а в тёплые межледниковые периоды резко распадались из-за притока прогретых промежуточных вод на континентальные склоны. Один из примеров такого явления — крупный эпизод дестабилизации гидратов в Южно-Китайском море во время последнего межледниковья, который, по всей вероятности, связан с климатическими изменениями в позднем четвертичном периоде. При этом «гипотеза клатратного оружия» противопоставляется более распространённой гипотезе, по которой источником выбросов метана были наземные болота, а не морские клатраты. Критики считают, что в прошлом резкие всплески содержания метана в атмосфере с большей вероятностью связаны с расширением наземных болот, на что указывают изотопные исследования и геохимические данные.

## Механизм и определение

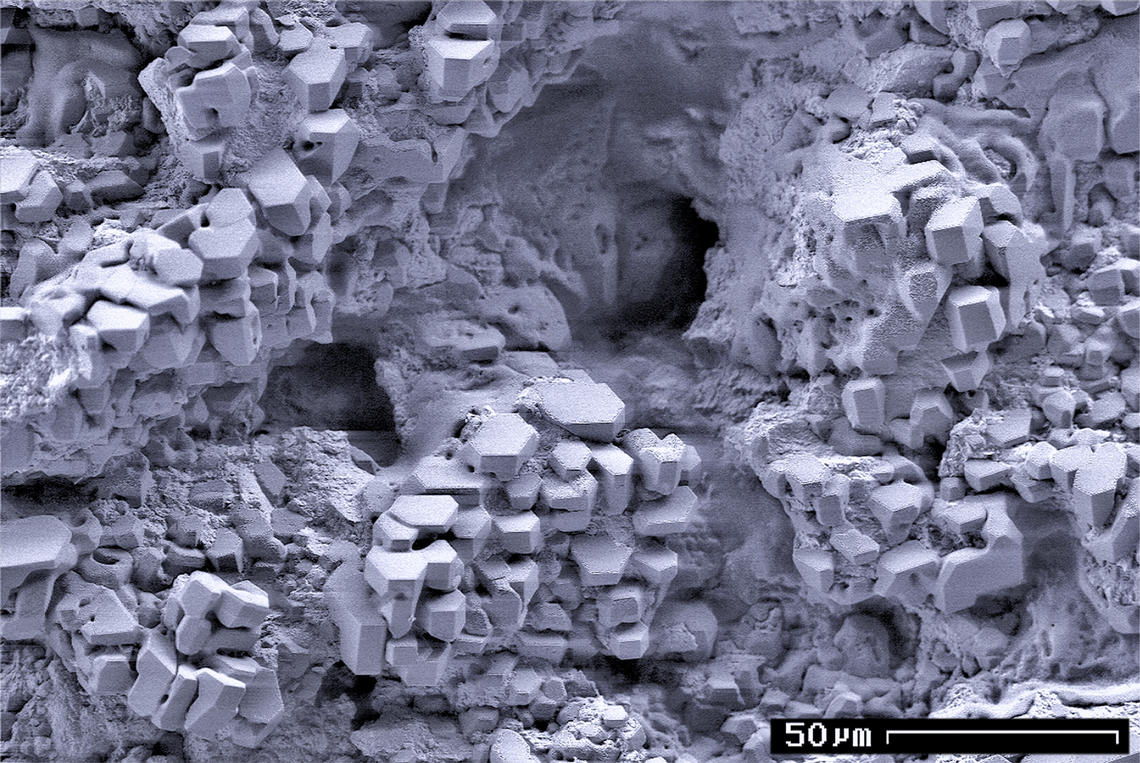
Кристаллическая решётка газового гидрата в образце осадка, 2015 год

Клатрат — это вещество, в котором химическая решётка или «клетка» одного типа молекул захватывает другой тип. Газовые гидраты представляют собой соединения, в которых газ «заперт» в кристаллической структуре водного льда. Изучение этих отложений затруднено из-за сложных условий из залегания в глубоководных районах.
Клатрат метана (CH4·5.75H2O или 4CH4·23H2O), называемый также гидратом метана, — это подобное льду вещество, образующееся при низких температурах и высоких давлениях, когда молекулы воды формируют кристаллическую решётку, заключающую в себе газы. Количество метана в конкретном клатрате зависит от толщины зоны стабильности, пористости осадка и доли порового пространства, занятой клатратом.
Клатратные отложения крайне чувствительны к небольшим изменениям температуры и давления: более высокие температуры и более низкие давления приводят к «таянию» клатратов и высвобождению CH₄. Гипотеза о метангидратном ружье основана на том, что при относительно медленном таянии клатратов может наступить точка невозврата, когда при нарастании давления между истончающейся зоной стабильности произойдёт прорыв, резко высвобождающий большие количества CH₄.
Часть подобных отложений сформировалась на территории мёрзлых почв, затопленных после подъёма уровня моря по окончании последнего ледникового периода. Большинство океанических гидратов имеет биогенное происхождение, за исключением регионов, расположенных над нефтяными резервуарами (например, в Каспийском море и Мексиканском заливе). Этот метан — результат жизнедеятельности метаногенных бактерий в вечной мерзлоте, в глубоких водоносных горизонтах в магматических породах. Газ диффундирует вверх и при достижении необходимых температуры и давления переходит в ледоподобное состояние. Более 95 % гидратов залегает в морских отложениях на шельфах и континентальных склонах, и менее 5 % — в арктических областях вечной мерзлоты (включая прибрежные сибирские моря).
Мировые запасы метана в гидратах оцениваются в диапазоне от 700 до более чем 10 000 гигатонн эквивалента углерода (ГтС). Даже минимальные оценки превосходят текущее содержание метана в атмосфере (около 5 гигатонн, или 4 ГтС) минимум на два порядка. Если хотя бы часть этих запасов высвободится в течение нескольких сотен лет, концентрация метана в атмосфере резко вырастет и повлияет на климатическую систему.
Механизмы, контролирующие стабильность гидратов и транспорт газа через осадки, остаются недостаточно изученными. Так называемые «зоны стабильности» (места образования и хранения клатратов) обычно охватывают первые несколько сотен метров осадков под морским дном.
В Северном Ледовитом океане гидраты могут встречаться и на относительно мелководных участках — там они стабилизируются пониженной температурой, а не повышенным давлением. Более того, их может дополнительно удерживать замороженная «крышка» из вечной мерзлоты, препятствующая утечке CH₄. Явление самосохранения, при котором клатраты сохраняют стабильность при температуре выше 0 °C, активно изучалось российскими геологами с конца 1980-х годов.

## Влияние на изменение климата в прошлом
Согласно гипотезе метангидратного ружья, масштабные выбросы метана из глубинных газогидратных отложений могли вызывать резкие глобальные потепления после последнего ледникового периода. Исследования показывают, что такие климатические изменения совпадали с ростом концентрации атмосферного метана (одного из самых мощных парниковых газов) примерно на 200 частей на миллиард (pbm) по объёму. Хотя некоторые исследователи считали основным источником всплесков CH₄ водно-болотные угодья низких широт.
В 2002 году в документальном фильме BBC «Horizon: The Day the Earth Nearly Died» («День, когда Земля почти умерла») были обобщены данные о возможной связи пермского вымирания с глубоководными и озёрными газовыми гидратами. Геолог Пол Уигналл, изучавший пермские слои в Гренландии, обратил внимание на осадочные слои в десятки метров, практически лишённые следов. Он пришёл к выводу, что вымирание длилось всего 80 000 лет и включало три характерные фазы: причём наземная и морская биота исчезали выборочно, а между двумя периодами исчезновения наземных форм произошло почти полное вымирание морских организмов. Это длительное событие, по мнению Уигналла, не укладывается в гипотезу удара метеорита. Геолог Джерри Диккенс предположил, что такой масштабный кризис и резкий скачок углерода-12 в отложениях могли быть вызваны стремительным высвобождением метана с морского дна.
Экспериментальные данные показывают, что для запуска таких процессов требовалось повышение температуры океана примерно на 5 °C. Об этом свидетельствуют крупные изотопные аномалии углерода (до −9 ‰) в отложениях бассейна Санта-Барбары и залива Папуа. Анализ керна у берегов Папуа-Новой Гвинеи (2004 г.) показал, что эти климатические события могли сопровождаться образованием восходящих океанических потоков.
В ходе последнего ледникового периода (между 45 000 и 16 000 лет назад) произошло девять крупных обрушений склонов, связанных с событиями Хайнриха. Исследование обвалов континентального склона в северной части Атлантики за последние 45 000 лет подтвердило возможность «ружья», предполагая, что резкий рост атмосферного метана в плейстоцене был обусловлен распадом газовых гидратов. Порядка 70 % таких крупных обвалов приходилось на периоды 15—13 и 11—8 тыс. лет назад, то есть на время подъёма уровня моря и пиков содержания метана (потепления Бёллинг-Аллерёд и в пребореальный период). В ледниковые эпохи обвалы фиксировались чаще в низких широтах (вероятно из-за падения уровня моря и дестабилизации гидратов), тогда как в периоды потепления они смещались в высокие широты и были связаны с изостатическим поднятием и снижением гидростатического давления.
В то же время ряд работ исключает крупные выбросы CH₄ из гидратов или старого углерода вечной мерзлоты во время быстрого потепления позднего дриаса — пребореального (около 11 600 лет назад). По данным этих исследований, источниками повышенного содержания метана тогда в основном служили болота.
В 2021 году исследователи из Центра CAGE (Университет Тромсё, Норвегия), проанализировав осадочные керны с арктического шельфа, обнаружили, что во время последнего межледниковья (около 125 тыс. лет назад) таяние ледников сопровождалось многотысячелетними выбросами метана со дна океана. Хотя средняя температура на планете была всего на 1—2 °C выше современной, исследователи пришли к выводу, что именно дестабилизация метановых гидратов могло сыграть ключевую роль в изменении климата. Согласно их данным, изменение океанической циркуляции нагрело воду на глубине порядка 300—1300 м на 6—7 °C, чего оказалось достаточно для «разморозки» части гидратных залежей. Учёные также связали усиление высвобождения CH₄ со снижением давления на морское дно при дегляциации: гидраты переходили в газовую фазу, а «фоновые» и всплесковые утечки продолжались до полного исчезновения ледяного покрова, после чего стабилизировались.
По мнению группы датских палеоклиматологов во главе с профессором Миком Рулой (Копенгагенский университет), массовое вымирание в конце триаса (около 201,4 млн лет назад) также могло быть спровоцировано внезапным выбросом до 12 000 гигатонн метана из донных отложений. Метан освободился в результате незначительного, но решающего потепления, которое произошло из-за вулканической активности и сопровождавших её выбросов CO₂. Усиленный парниковый эффект метана, вероятно, ускорил этот процесс, что согласуется с изотопными данными из отложений Австрии: в них обнаружено пониженное содержание углерода-13), указывающее на масштабные выбросы CH₄ в течение 10—20 тыс. лет.
В 2022 году в Nature Communications появились результаты исследования позднепермского вымирания (около 260 млн лет назад), показавшие, что и в этом случае резкий выброс метана сыграл важную роль. Учёные из Ланкастерского университета и их соавторы изучили месторождение Аньюэ (Сычуаньский бассейн, Китай), где в позднепермскую эпоху проявлялась активная вулканическая активность. По оценке авторов, вулканическая деятельность и нагрев залегающих там угля и нефти могли высвободить до 1440 гигатонн метана, что эквивалентно свыше 40 000 гигатонн CO₂ по силе воздействия на климат. Это примерно в тысячу раз превышает годовые антропогенные выбросы углерода в наши дни. Исследователи установили температуру образования «высокотемпературного метана» (около 256 °C) и подтвердили участие мантийных плюмов, разогревающих нефтегазовые пласты. Доктор Чжэн Чжоу, ведущий автор работы, отмечает, что хотя выбросы CO₂, по всей видимости, были главным фактором потепления, столь крупное поступление метана стало дополнительным критическим драйвером климатических изменений, поспособствовав крупнейшему в истории массовому вымиранию.
Однако одним из ключевых аргументов против гипотезы «метангидратного ружья» служит расчёт, согласно которому количество метана, высвободившегося при термическом максимуме палеоцена-эоцена, было недостаточно для объяснения тогдашнего уровня потепления, если учитывать лишь прямое радиационное воздействие CH₄ и вторичное влияние образующегося при его окислении CO₂.

## Потенциальное влияние на глобальное потепление
По мнению экспертов, внезапное увеличение концентрации атмосферного метана, не учтённое в большинстве климатических моделей, может свести на нет ожидаемые результаты Парижского соглашения. Многие сценарии предполагали, что уровень CH₄ останется относительно стабильным или будет расти умеренными темпами. Однако с конца 2010-х годов в Арктике всё чаще фиксируют случаи крупных выбросов метана: «взрывающиеся пинго» — куполообразные образования из промёрзшей породы с газом и водой, а также извержения «метанового льда» со дна морей. В 2019 году океанограф Игорь Семилетов (Томский политехнический университет) сообщил об «самом мощном [выбросе метана], который когда-либо наблюдал», в Восточно-Сибирском море. Годом ранее на Ямале оленеводы обнаружили 50-метровый кратер, вероятнее всего оставленный выбросом метана. Подобные феномены отмечались и в других районах Сибири, на Аляске, в Канаде, а также на шельфе северных морей.
В Арктическом докладе NOAA (англ. Arctic Report Card) за 2023 год подтверждено ускоренное оттаивание подводной вечной мерзлоты и выделение метана и CO₂ на востоке Арктики. Однако подчёркивается, что масштабы и последствия этих выбросов остаются неопределёнными.
Метановые гидраты представляют особую опасность потому что в относительно небольшом объёме твёрдого клатрата может находиться большое количество газа. В одном кубическом метре (м³) гидрата метана при стандартных условиях заключено до 164 м³ свободного CH₄ (и около 0,8 м³ воды).
Прогнозируется, что 10-кратное увеличение концентрации метана в атмосфере значительно снизит уровень гидроксильных радикалов (OH) при умеренном увеличении озона. Уменьшение концентрации OH снижает скорость окисления и, таким образом, увеличивает время жизни многих загрязняющих веществ и газовых примесей. Это приведёт к увеличению «срока жизни» метана в атмосфере на 70 % и снизит на 18 % глобальную среднюю концентрацию облачных капель. Эти изменения вызывают радиационное воздействие, сопоставимое по величине с длинноволновым радиационным воздействием («усиленный парниковый эффект») добавленного метана. Вместе косвенные воздействия CH₄ с озоном и гидроксильными радикалами могут более чем вдвое усилить его вклад в парниковый эффект.
Учёные расходятся во мнениях относительно потенциальной опасности угрозы выбросов метана. Скептики утверждают, что зафиксированные выбросы CH₄ в Арктике пока остаются локальными эпизодами и значительно уступают по масштабам антропогенным выбросам парниковых газов. Критики «метановой бомбы», в частности климатолог Майкл Манн (Университет штата Пенсильвания), считают подобные опасения чрезмерным «катастрофизмом», который активно используют противники климатической науки. Например, климатолог Гэвин Шмидт из Института Годдарда НАСА полагает, что метан с морского дна продолжит просачиваться постепенно, а не будет выброшен за период менее тысячи лет.
Однако другие исследователи предупреждают, что потеря арктического морского льда на мелководном шельфе может спровоцировать масштабный выброс метана и «является величайшей угрозой, с которой мы сталкиваемся». Многочисленные наблюдательные и модельные исследования показали, что гидраты метана в верхних отложениях континентального склона могут интенсивно диссоциировать во время потепления океана. Профессор Эндрю Гликсон утверждает что до 16 трлн тонн метана в океане могут высвободиться с «катастрофическими последствиями для биосферы». По его мнению, происходящее в Арктике потепление на 3—8 °C указывает на недооценённый риск крупного выброса метана. По расчётам ряда российских исследователей, под подводной вечной мерзлотой Арктики в форме в метановых гидратах и газовых залежах может содержаться минимум 1400 гигатонн углерода, из которых уже к 2008 году 5—10 % оказались в «проталинах». По их прогнозам, возможно резкое высвобождение до 50 гигатоннCH₄, что потенциально может увеличить концентрацию метана в атмосфере в 12 раз.
В последних отчётах Межправительственной группы экспертов по изменению климата (МГЭИК) отмечалось, что в обозримом будущем резкое влияние газогидратов на климат маловероятно. Так, в шестом оценочном докладе МГЭИК (2021 г.) прямо отмечено: «крайне маловероятно, что газовые клатраты (преимущественно метан) в глубокой мерзлоте и на шельфе могут вызвать существенное отклонение траектории глобальных выбросов в течение этого века». По мнению учёных, осадочные породы морского дна выступают в роли «теплового буфера», поэтому потепление океана проникает вглубь медленно, растягивая процесс дестабилизации гидратов на сотни лет. При таком постепенном таянии значительная часть метана либо окисляется до CO₂ в толще воды, либо не преодолевает слой донных отложений. Таким образом газогидраты скорее оказывают долгосрочное влияние на атмосферные концентрации CH₄ и CO₂, чем вызывают резкий выброс.
В 2020 году сообщение об обнаружении признаков усиленного высвобождения метана с арктического континентального склона в Восточно-Сибирском море вызвало опасения касательно достижения новой «точки невозврата» в изменении климата. Однако последующие анализы показали, что некоторые из подобных «метановых вентиляций» могут иметь гораздо более древнее (геологическое) происхождение и не обязательно обусловлены лишь современным потеплением. Для большинства таких точек выброса CH₄ нет многолетних наблюдений, что затрудняет выводы об их эволюции. Методы датировки вблизи Шпицбергена указывают на возраст некоторых выпусков метана в несколько тысяч лет. Также по-прежнему неясно, насколько значительная часть CH₄ доходит до атмосферы

## Оценки политических и экономических последствий
Хотя сценарий «метановой пушки» считается маловероятным, его возможные последствия настолько масштабны, что обсуждаются на международном уровне. Неожиданный массовый выброс метана из гидратов способен резко усилить глобальное потепление и поставить под угрозу все усилия по его сдерживанию. Исследователи уже пытались оценить экономический ущерб от подобного события. В одной из работ, опубликованной в журнале Nature в 2019 году, смоделировали выброс порядка 50 гигатонн (Gt) метана с Восточно-Сибирского шельфа в течение десятилетия. По расчётам, утечка такого масштаба только в одном регионе может вызвать убытки около 60 триллионов долларов, что сопоставимо с мировым ВВП на тот момент. Повышение температуры, вызванное этим выбросом, многократно увеличило бы расходы на адаптацию городской инфраструктуры и сельского хозяйства, а также усилило закисление океана и другие негативные факторы. При определённых сценариях ущерб мог бы сократиться до 37 триллионов долларов, если бы одновременно были приняты меры по сокращению выбросов. Тем не менее исследователи называли риск столь крупной утечки «экономической бомбой замедленного действия», поскольку она способна свести на нет выгоду от освоения арктических ресурсов.
Дополнительное потепление, вызванное выбросом CH₄, может привести к более раннему достижению опасных климатических порогов. По результатам моделирования того же сценария (выброс метана с Восточно-Сибирского шельфа), превышение глобального потепления на +2 °C могло бы наступить на 15—35 лет раньше, чем прогнозируется при текущих трендах. Это существенно сократило бы время на адаптацию к изменениям климата и резко повысило бы риски необратимого таяния ледового покрова, экстремальных погодных явлений и неурожаев, нанося серьёзные финансовые и социальные удары. По некоторым оценкам, до 80 % экономических потерь в сценарии резкого арктического выброса метана пришлись бы на развивающиеся страны.
Риск выброса из метангидраторов побуждает государства ужесточать климатическую политику и повышает интерес к теме метана на международных переговорах. В 2008 году правительство США включило возможную дестабилизацию арктических гидратов в список четырёх наиболее опасных климатических сценариев, требующих приоритетного изучения. В рамках Программы прогнозирования изменения климата Управление биологических и экологических исследований (OBER) Министерства энергетики США запустило проект IMPACTS (Исследование масштабов и вероятностей резких климатических переходов).
В случае действительно крупного выброса метана учёные прогнозируют необходимость срочных мер адаптации и обеспечения безопасности. Резкое потепление потенциально ускорит таяние ледников и подъём уровня моря, вынуждая переселять прибрежное население, а также может привести к учащению засух и ураганов, угрожающих продовольственной безопасности и международной стабильности. Для противодействия столь серьёзным последствиям, вероятно, потребуются беспрецедентные меры, включая потенциальное применение аэрозольной геоинженерии или попытки перехвата (улавливания) метана.

## Потенциал как источника энергии
Газовые гидраты, представляющие собой льдоподобные соединения воды и метана (природного газа), пока остаются неиспользованным энергетическим ресурсом. По результатам недавних программ глубоководного бурения и геологоразведочных работ, существенная часть мировых газогидратных запасов сосредоточенав морских отложениях, тогда как их доля в вечной мерзлоте составляет около 1 %. Согласно ряду оценок, общий объём углеводородов, запертых в газовых гидратах, сопоставим с суммарными запасами угля, нефти и природного газа. Некоторые специалисты полагают, что масштабная промышленная добыча метана из гидратов может стать рентабельной уже в 2030—2040-х годах, что потенциально изменит баланс мировой энергетики.
Идея «превентивной» разработки морских гидратов рассматривается как один из потенциальных инструментов контроля над выбросами метана. Однако с технологической и логистической точки зрения реализация таких проектов остаётся крайне сложной. Кроме того, эксплуатация гидратов сопряжена с негативными внешними эффектами. Во-первых, даже при «превентивной добыче» метана неизбежны выбросы CO₂ при его сжигании, а также возможны утечки CH₄ в процессе добычи. Во-вторых, физическое удаление «гидратного цемента» может вести к дестабилизации морских континентальных окраин, повышая риск крупных высвобождений метана при геологических событиях.

## Критика
Многие учёные скептически относятся к тому, что метановые гидраты окажут существенное влияние на глобальное потепление в XXI веке. Например, исследования Геологической службы США (англ. Gas Hydrates Project) показывают: «Мы точно не увидим катастрофического эффекта или неконтролируемого изменения климата от распада газовых гидратов». На это указывает ряд факторов:
- Большая часть высвобожденного метана не достигает атмосферы. При разложении газовых гидратов метан проходит через толщу морских осадков и воды, где его значительная часть растворяется в морской воде или окисляется микроорганизмами до CO₂. Согласно обзору USGS, «большая часть метана, высвобождаемого гидратами, никогда не достигает атмосферы»[4]. Учёные указывают и на другие смягчающие эффекты: глубину залегания, фильтрацию в осадках, растворение пузырьков метана — всё это препятствует крупным атмосферным выбросам CH₄[39]. В 2022 году опубликовано исследование, впервые напрямую подтвердившее, что метан изморских гидратов не доходит до атмосферы в изученных районах: все выбросы успевают раствориться и переработаться в океане[40]. Хотя продуктом окисления CH₄ является также парниковый газ CO₂ (более слабый, чем метан), часть растворённого в глубинах CH₄ в итоге уравновешивается с атмосферой, высвобождая около 15-25 % углерода. И в этом случаеглавная угроза — это долгосрочное повышение общего содержания CO₂[31].
- Современные наблюдения не показывают взрывного роста метана из гидратов. По оценкам NOAA, атмосферная концентрация метана продолжает расти, однако основным источником оставались антропогенные выбросы. В 2019 году приростсоставил 11,5 ppb. Однако практически весь дополнительный метан, выброшенный в атмосферу в 2017 году по сравнению с 2000—2006 годами, связан с деятельностью человекае. Выбросы метана из ископаемого топлива в Соединённых Штатах составляют 80 % увеличения выбросов метана в Северной Америке за исследуемый период. Согласно данным изотопных исследований 2020 года, выбросы метана от добычи ископаемого топлива недооценены на целых 40 %, в то время как естественные геологические источники вносят соответственно меньший вклад[4][27]. Моделированиепоказало, что выбросы из газогидратов ответственны за менее 2 % от общих выбросов, вызванных деятельностью человека[14].
- Маловероятность катастрофического выброса метана в XXI веке. Согласно оценкам МГЭИК (2013 год), вероятность резкого выброса метана из гидратов до 2100 года крайне низка[6]. Эксперты, однако, указывают на необходимость рассматривать более длительные временные горизонты: тепло проникает в глубоководные отложения очень медленно, и многие гидраты остаются в условиях, сформировавшихся ещё во время последнего ледникового периода[14]. По данным лаборатории системы Земли NOAA, «метанового взрыва» в нынешних условиях, скорее всего, не произойдёт, хотя рост температур в будущем может изменить ситуацию[41].
- Гидраты «скованы» глубиной и инерционностью. По оценкам НАСА, около 99 % гидратов залегает на значительных глубинах, где они более устойчивы к потеплению. Кроме того, большая часть клатратных отложений погребена под толстыми слоями морских осадков и, вероятно, не подвергнется существенной дестабилизации даже при многосотлетнем продолжении глобального потепления. Геофизик К. Руппел считает, что «даже при самых неблагоприятных сценариях климатического потепления подавляющее большинство метановых гидратов останется вне зоны воздействия». Рост гидростатического давления при подъёме уровня моря также повышает стабильность клатратов[31][42].
- Часть выбросов перерабатывается микроорганизмами. Исследователи смоделировали процессы миграции и окисления метана в донных осадках Восточно-Сибирского арктического шельфа и показали, что при стабильных условиях анаэробное окисление метана формирует эффективный «биофильтр», препятствующий выходу значительных объёмов CH₄ из осадков в океан и, в конечном итоге, в атмосферу. Тем не менее, в условиях резкого выброса метана поглотительной способности микроорганизмов может не хватить[43].

Комментарии климатологов сходятся во мнении, что переломные моменты, такие как выброс метана из вечной мерзлоты, «слишком рискованны, чтобы делать ставки против них».